# Kràsnaia Gorka (Khadíjensk)
|  | Per a altres significats, vegeu «Kràsnaia Gorka». |

Kràsnaia Gorka - Красная Горка (rus) - és un khútor del krai de Krasnodar, a Rússia. Es troba als vessants septentrionals del Caucas occidental. És a 7 km a l'oest d'Apxeronsk i a 84 km al sud-est de Krasnodar.
Pertany a la ciutat de Khadíjensk.